# Chris Boardman
Christopher Miles „Chris” Boardman MBE (ur. 26 sierpnia 1968 w Hoylake) − brytyjski kolarz torowy i szosowy. Mistrz olimpijski w wyścigu na 4000 m na dochodzenie (1992), a także mistrz świata (1994) i brązowy medalista olimpijski (1996) w jeździe indywidualnej na czas na szosie.

## Kariera
Wygrał w 1992 roku wyścig na torze na dystansie 4000 m na dochodzenie i zdobył tym samym olimpijskie złoto.
W kolarstwie szosowym znany był przede wszystkim jako specjalista od jazdy indywidualnej na czas. Korzystał ze specjalistycznych rowerów, w których używał długiej i zmodyfikowanej kierownicy triathlonowej. Uzyskiwał dzięki temu aerodynamiczną pozycję, którą stosuje się z niewielkimi zmianami w rowerach torowych, zachowując przy tym zasady ustalone przez UCI.
19 lipca 1995 roku pobił rekord w jeździe godzinnej. Poprawił go 6 września 1996 roku na Manchester Velodrome; wynik ten został jednak anulowany przez UCI, które zmieniło reguły tej konkurencji i zezwalała na starty tylko na rowerach o tradycyjnej budowie. Z tego powodu wszystkie rekordy w jeździe godzinnej od 1984 do 1996 roku zostały uznane za nieważne. 27 października 2000 roku ponownie ustanowił ten rekord, tym razem już na rowerze o dozwolonym kształcie.
W roku 1996, na Igrzyskach Olimpijskich w Atlancie Boardman zdobył olimpijski brąz w jeździe indywidualnej na czas. Poza tym zdobył kilka medali mistrzostw świata w tej konkurencji, w tym w 1994 roku złoty.
W 1996 roku wygrał wyścig Grand Prix des Nations oraz Critérium International, jak również trzykrotnie triumfował w prologu Tour de France: w 1994 w Lille, w 1997 w Rouen oraz w 1998 w Dublinie. Karierę zakończył w 2000 roku.